# 인도네시아 표준시

인도네시아의 표준시
UTC+07:00 - 인도네시아 서부 표준시 (WIB)
UTC+08:00 - 인도네시아 중앙 표준시 (WITA)
UTC+09:00 - 인도네시아 동부 표준시 (WIT)

인도네시아의 표준시는 총 세 가지를 사용한다. 지리상으로는 UTC+7(아체주)부터 UTC+9(서파푸아주)에 이르기까지 총 4가지의 시간대에 걸쳐 있지만, 인도네시아 정부는 3가지 시간대로 정리하여 사용하고 있다.
- 인도네시아 서부 표준시 - 그리니치 표준시보다 7시간 빠르다(UTC+7).
- 인도네시아 중앙 표준시 - 그리니치 표준시보다 8시간 빠르다(UTC+8).
- 인도네시아 동부 표준시 - 그리니치 표준시보다 9시간 빠르다(UTC+9). 한국 표준시와 동일하다.

서부 표준시와 중앙 표준시 사이의 기준선은 자와섬과 발리섬 사이를 지나고 칼리만탄섬 중앙을 가로지른다. 따라서 자와섬과 칼리만탄섬 서부까지가 서부 표준시가 적용되며, 발리섬과 칼리만탄섬 동부부터는 중앙 표준시가 적용된다. 중앙 표준시와 동부 표준시 사이에서는 티모르섬 최동단에서부터 술라웨시섬 최동단까지가 기준선이다.
인도네시아는 열대지방에 위치한 국가이기 때문에 대부분 일광절약제를 시행하지 않고 있다. 다만 무아라트웨 시와 마우라이누 시에서는 일광절약제를 비공식적으로 실시하고 있다.

## 표준시
앞서 소개한 세 가지 표준시를 지역별로 자세히 살펴본다면 다음과 같다.

### 인도네시아 서부 표준시
인도네시아 서부 표준시 (IWST) (WIB, 인도네시아어: Waktu Indonesia Barat) (UTC+07:00)
- 수마트라섬 전역과 그 주변 섬 - 반다아체, 메단, 파당, 프칸바루, 팔렘방, 잠비, 바탐, 반다르람풍 등
- 자와섬 전역 - 반둥, 수라바야, 자카르타, 스마랑, 욕야카르타 등.
- 칼리만탄섬 일부 지역 - 서칼리만탄주, 중앙칼리만탄주 / 폰티아낙, 팔랑카라야, 삼핏 등. 다만 무아라트웨와 무아라이누 시는 일광절약제를 실시하기 때문에 중앙표준시와 같아진다.

IANA 시간대 데이터베이스로는 'Asia/Jakarta', 'Asia/Pontianak'로 구분한다.

### 인도네시아 중앙 표준시
인도네시아 중앙 표준시 (ICST) (WITA, 인도네시아어: Waktu Indonesia Tengah) (UTC+08:00)
- 술라웨시섬 전역 - 마카사르, 마나도, 팔루, 고론탈로 등.
- 소순다 열도 전역 - 덴파사르, 마타람, 쿠팡 등.
- 칼리만탄섬 일부 지역 - 북칼리만탄주, 동칼리만탄주, 남칼리만탄주 / 발릭파판, 반자르마신, 사마린다, 타라칸 등.

IANA 시간대 데이터베이스로는 'Asia/Makassar'로 구분한다.

### 인도네시아 동부 표준시
인도네시아 동부 표준시 (IEST) (WIT, 인도네시아어: Waktu Indonesia Timur) (UTC+09:00)
- 말루쿠 제도 전역 - 암본, 테르나테, 티도레
- 서뉴기니 전역 - 자야푸라, 비아크, 므라우케 등.

IANA 시간대 데이터베이스로는 'Asia/Jayapura'로 구분한다.

## 협정 세계시와의 환산

### 인도네시아 서부 표준시
| 협정 세계시(UTC) | 인도네시아 서부 표준시(IWST) |
| ---------------- | ---------------------------- |
| 00:00            | 07:00                        |
| 01:00            | 08:00                        |
| 02:00            | 09:00                        |
| 03:00            | 10:00                        |
| 04:00            | 11:00                        |
| 05:00            | 12:00                        |
| 06:00            | 13:00                        |
| 07:00            | 14:00                        |
| 08:00            | 15:00                        |
| 09:00            | 16:00                        |
| 10:00            | 17:00                        |
| 11:00            | 18:00                        |
| 12:00            | 19:00                        |
| 13:00            | 20:00                        |
| 14:00            | 21:00                        |
| 15:00            | 22:00                        |
| 16:00            | 23:00                        |
| 17:00            | (다음 날) 00:00              |
| 18:00            | (다음 날) 01:00              |
| 19:00            | (다음 날) 02:00              |
| 20:00            | (다음 날) 03:00              |
| 21:00            | (다음 날) 04:00              |
| 22:00            | (다음 날) 05:00              |
| 23:00            | (다음 날) 06:00              |

### 인도네시아 중앙 표준시
| 협정 세계시(UTC) | 인도네시아 중앙 표준시(ICST) |
| ---------------- | ---------------------------- |
| 00:00            | 08:00                        |
| 01:00            | 09:00                        |
| 02:00            | 10:00                        |
| 03:00            | 11:00                        |
| 04:00            | 12:00                        |
| 05:00            | 13:00                        |
| 06:00            | 14:00                        |
| 07:00            | 15:00                        |
| 08:00            | 16:00                        |
| 09:00            | 17:00                        |
| 10:00            | 18:00                        |
| 11:00            | 19:00                        |
| 12:00            | 20:00                        |
| 13:00            | 21:00                        |
| 14:00            | 22:00                        |
| 15:00            | 23:00                        |
| 16:00            | (다음 날) 00:00              |
| 17:00            | (다음 날) 01:00              |
| 18:00            | (다음 날) 02:00              |
| 19:00            | (다음 날) 03:00              |
| 20:00            | (다음 날) 04:00              |
| 21:00            | (다음 날) 05:00              |
| 22:00            | (다음 날) 06:00              |
| 23:00            | (다음 날) 07:00              |

### 인도네시아 동부 표준시
| 협정 세계시(UTC) | 인도네시아 동부 표준시(IEST) |
| ---------------- | ---------------------------- |
| 00:00            | 09:00                        |
| 01:00            | 10:00                        |
| 02:00            | 11:00                        |
| 03:00            | 12:00                        |
| 04:00            | 13:00                        |
| 05:00            | 14:00                        |
| 06:00            | 15:00                        |
| 07:00            | 16:00                        |
| 08:00            | 17:00                        |
| 09:00            | 18:00                        |
| 10:00            | 19:00                        |
| 11:00            | 20:00                        |
| 12:00            | 21:00                        |
| 13:00            | 22:00                        |
| 14:00            | 23:00                        |
| 15:00            | (다음 날) 00:00              |
| 16:00            | (다음 날) 01:00              |
| 17:00            | (다음 날) 02:00              |
| 18:00            | (다음 날) 03:00              |
| 19:00            | (다음 날) 04:00              |
| 20:00            | (다음 날) 05:00              |
| 21:00            | (다음 날) 06:00              |
| 22:00            | (다음 날) 07:00              |
| 23:00            | (다음 날) 08:00              |

## 같이 보기
- 아세안 공통 표준시